# 웨이스티드 쟈니스
웨이스티드 쟈니스(Wasted Johnnys)는 2016년에 데뷔한 밴드다.

## 방송
- TOP밴드 3 - Top12

## 수상
- EBS 스페이스 공감 5월의 헬로루키 (2015)

## 음반
- Get Wasted! (2013)
- Cross Road (2015)
- Top밴드3 Part.5 (2015)
- 강 (2016)
- Broken String (2016)
- 2016 전국 오월창작가요제 기념음반 (2016)
- 동반수면 (2016)